# Регенсберги
Регенсберги — семейство графов швейцарского кантона Цюрих. Имели владения на территории Цюрихгау, которые после пресечения мужской линии перешли в этом городу в виде Herrschaft Regensberg.

## Владения
Центр владений Регенсберга находился в долинах Фурт, Сурб и Вен, помимо цепи Лэгерн.. Другие активы и права находились в долинах Лиммат и Реппиш, в Цюрхер-Оберланде, в регионе Пфанненштиль, также время от времени в нынешнем Тургау, к северу от реки Рейн и на берегу озера Бодензее. Значительное положение дома основано на брачных отношениях с дворянскими домами Кибург, Рапперсвиль-Габсбург-Лауфенбург, Невшатель и Пфирт.

## История

### Ранняя история
В так называемом документе Хунфрида 1044 года среди прочего упоминается свидетель по имени Лютольд из Аффольтерна, которого подозревают как строителя родовой резиденции Альт-Регенсберг на границе между Регенсдорфом и Цюрих-Аффольтерн около 1050 года замка. В 1083 году каствогт из аббатства Мури Лютольд I фон Регенсберг упоминается как первый носитель этого имени, и предположительно был сыном Лютольда фон Аффольтерна. Лютольд II, его жена Юдента и их сын Лютольд III в 1130 году пожертвовали товары для строительства женского монастыря Фар, позднее ставшего аббатством. В 1180-х годах Лютольд III был связан с домом Церинген.

### Расширение владений
В 1192 году Лютольд IV основал аббатство Рюти, к которому в 1206 году через сотрудничество с Рудольфом II фон Рапперсвилем перешла частная церковь в Зегребене. Заметным признаком подъёма Регенсбергов было преобразование родового поместья в аристократическое жилище с каменными стенами, частоколом и цитаделью. Вскоре после основания в 1219 году города Грюнинген, который, вероятно, защищал торговые пути в Цюрихском Оберланде, при посредничестве архиепископа Зальцбургского Эберхарда, брата Лютольда V, Каствогтеи на Рюти отправились в Ной-Рапперсвиль. Лютольд VI для усиления власти с 1240-х годов основал собственное служебное дворянство (семьи фон Лагерн, фон Мандах, фон Штайнмаур и фон Таль). Примерно в середине века он также основал замок и город Ной-Регенсберг и небольшой рыночный городок Гланценберг недалеко от аббатства Фар в долине Лиммат.
Лютольд фон Регенсберг или его сын Ульрих (ум. в 1280 году) основали укрепленный город Ной-Регенсберг, но после смерти Лютольда V около 1250 года его сыновья Лютольд VI и Ульрих разделили наследство: Лютольд VI сохранил за собой родовой замок и замок, Ульрих получил Ной-Регенсберг и владения в Лимматтале. Тем самым были созданы линии Альт-Регенсберг и Ной-Регенсберг, которые так и не смогли создать бейливика в противовес семье Габсбургов и расширяющемуся городу Цюриху, который пытался установить торговые пути на большие расстояния.

### Упадок
В середине XIII века отношения между Регенсбергами и Цюрихм стали напряженными, и Ульрих вступил в конфликт с Габсбургов, унаследовавшим владения вымершей династии Кибургов. В 1267—1268 году споры о землях Кибургов привели к войне (так называемая Regensberger Fehde) между Регенсбергами и альянсом Цюриха и Рудольфа Габсбурга. Войско послежего захватили Гланценберг и замки Вулп, Утлибург, Фризенбург, Бальдерн, и даже тоггенбургский замок Узнаберг. Ульрих проиграл войну, и его семья в последующие десятилетия быстро утратила власть: Грюнинген был продан в 1269 году, город Кайзерштуль был продан сыном Лютольда IX епископу Констанца в 1294 году, Ной-Регенсберг перешел к Габсбургам в 1302 году, фамильный герб был продан в 1317 году.
Около 1290 года Лютольд VII покинул свой родной замок, но, возможно, вплоть до своей смерти в 1320 году снова поселился в Альт-Регенсберге. Последний представитель династии Ной-Регенсберга также вернулся в родовой замок после того, как в 1302 году продал замок и город Ной-Регенсберг. В 1324 году Лютольд IX запечатал последний документ в замке Альтбург и умер в 1331 году как последний из Ной-Регенсберга; династия Альт-Регенсберг уже вымерла к 1302 году.
Недавние исследования предполагают, что их права позже были приобретены габсбургскими министрами — лордами Бальдегга и семьей Ланденберг-Грайфензее, поскольку последние с 1354 года зарегистрированы как владельцы Альтбурга.
Габсбурги несколько раз закладывали Ной-Регенсберг, и в 1407 году Herrschaft Regensberg был приобретён Цюрихом. 2 сентября 1407 г. Уолрих фон Ланденберг фон Гриффенс дер Альтесте и его сын Вальтер подтвердили условия продажи замка Альтбург и связанных с ним прав и земель Цюриху. С 1417 года Ной-Регенсберг стал резиденцией цюрихского судебного пристава Herrschaft Regensberg, позже названного Äussere Vogtei.